# کنگو ایشیی
کنگو ایشیی (انگلیسی: Kengo Ishii؛ زادهٔ ۲ آوریل ۱۹۸۶) بازیکن فوتبال اهل ژاپن است.
از باشگاه‌هایی که در آن بازی کرده‌است می‌توان به باشگاه فوتبال کونسادول ساپورو اشاره کرد.